# Cuori sul mare
Cuori sul mare è un film del 1950 diretto da Giorgio Bianchi.
La pellicola è famosa per l'esordio al cinema di Sophia Loren, qui accreditata con il suo vero nome, Sofia Scicolone.

## Trama
Tre allievi dell'Accademia navale affrontano l'inizio della carriera nautica, tra nuovi amori impossibili, paure dell'acqua, e scelte di riconoscenza.

## Produzione
Prodotto dalla E.N.I.C., è stato girato con la collaborazione dell'Accademia navale di Livorno.

## Distribuzione
Venne presentato il 9 luglio 1950 come film di chiusura al Festival di Locarno, dove ebbe un'accoglienza tiepida. La distribuzione nelle sale iniziò in novembre.